# Adelheid Kofler

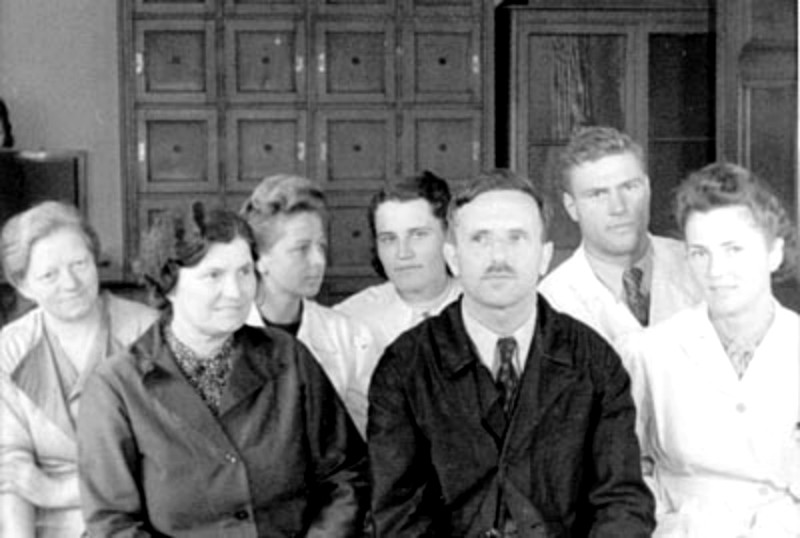
Adelheid und Ludwig Kofler, etwa 1940

Adelheid Kofler, geb. Schaschek (24. Juni 1889 in Haugsdorf – 27. Juli 1985 in Innsbruck), war eine österreichische Erfinderin, Mineralogin und Augenärztin.

## Leben
Adelheid Kofler legte die Matura und Ergänzungsprüfungen in Wien ab und studierte an der Universität Wien. 1912 erlangte sie das Lehramt für Naturwissenschaftliche Fächer. Sie promovierte 1913 in Mineralogie (Dr. phil.) und 1921 in Medizin (Dr. med.).
Sie war mit dem Erfinder, Arzt und Pharmakologen Ludwig Kofler verheiratet. Zusammen mit ihrem Mann forschte sie auf dem Gebiet der Thermoanalyse und entwickelte das Kofler-Thermomikroskop und die Kofler-Heizbank.

## Ehrungen
- 1954 Fritz-Pregl-Preis
- Ehrenmitglied der Universität Innsbruck
- Ehrenmitglied der Österreichischen Gesellschaft für Mikrochemie und Analytische Chemie
- Trägerin des Österreichischen Ehrenkreuzes für Wissenschaft I. Klasse

## Schriften (Auswahl)
Zahlreiche Veröffentlichungen u. a. mit ihrem Mann Ludwig Kofler, Maria Brandstätter in den Sitzungsberichten der Österreichischen Akademie der Wissenschaften: 
- Quasi-eutektische Synkristallisation bei organischen Stoffgemischen: Dreistoffsysteme. Sitzungsbericht SB IIb 157/I, 1948.
- Die Kristallisationsvorgänge in unterkühlten Mischschmelzen organischer Stoffe. In: Mikroskopie. Zentralblatt für Mikroskopische Forschung und Methodik. Band 3, Heft 7/8, 1948, S. 193–202 (zobodat.at [PDF; 1,9 MB; abgerufen am 3. August 2020]).
- Thermoanalyse unter dem Mikroskop. In: Mikroskopie. Zentralblatt für Mikroskopische Forschung und Methodik. Band 1, Heft 5/6, 1947, S. 137–158 (zobodat.at [PDF; 4,9 MB]).
- Über Polymorphie. In: Mikroskopie. Zentralblatt für Mikroskopische Forschung und Methodik. Band 5, Heft 5/6, 1950, S. 153–163 (zobodat.at [PDF]).